# Václav Klaus
Václav Klaus, češki politik in ekonomist, * 19. junij 1941, Praga.
Klaus je bil dva mandata predsednik Češke republike (2003-2013); bil pa je še predsednik vlade Češke republike (1992-7) in predsednik Poslanske zbornice parlamenta Češke republike (1998-2002).